# Joe Slovo
Yossel Mashel Slovo, més conegut com a Joe Slovo (Obeliai, Lituània, Sud-àfrica, 23 de maig de 1926 - 6 de gener de 1995), va ser un polític sud-africà, així com un reconegut militant anti-apartheid. Durant molts anys va ser líder del Partit Comunista de Sud-àfrica, a més a més de membre del Congrés Nacional Africà (ANC) i comandant de l'ala militar de l'ANC, l'Umkhonto We Sizwe (Llança de la Nació).
Ciutadà blanc de Sud-àfrica, Slovo provenia d'una família jueva lituana. L'any 1955 va ser designat delegat del multiracial Congrés del Poble, que va elaborar la Carta de la Llibertat. Va ser empresonat durant sis mesos el 1960, i l'any següent es va convertir en un dels líders del recent creat Umkhonto We Sizwe. Va viure a l'exili entre 1963 i 1990, des d'on dirigia operacions contra el règim Apartheid des del Regne Unit, Angola, Moçambic i Zàmbia. El 1990 va tornar a Sud-àfrica, prenent part en les negociacions que van desembocar en la finalització del règim Apartheid. Després de les eleccions democràtiques del 1994, Slovo va ser nomenat Ministre d'Habitatge del govern de Nelson Mandela. Va morir de càncer el 1995.

## Biografia

### Joventut
Slovo va néixer a Obeliai, Lituània, en el si d'una família jueva que va emigrar a Sud-àfrica quan Joe tenia 8 anys. El seu pare va treballar com a conductor de camions a Johannesburg. Tot i que la seva família era religiosa, Slovo es va convertir en un ateu que respectava "els aspectes positius de la cultura jueva". Va abandonar l'escola el 1941 i va trobar feina com a secretari en un despatx. Es va unir al Sindicat Nacional de Treballadors de Distribució i, com a delegat sindical, es va veure involucrat en l'organització d'una vaga.
Slovo es va unir al Partit Comunista de Sud-àfrica (SACP) el 1942. Inspirat en les batalles en què participava l'Exèrcit roig contra el Nazisme al Front Oriental durant la Segona Guerra Mundial, es va presentar voluntari per lluitar a la guerra, allistant-se al Comando Torch de la Legió Springbok, una organització de veterans multiracial, abans del seu retorn.
Entre 1946 i 1950 es va llicenciar en dret a la Universitat de Witwatersrand, essent un important activista estudiantil. Allí va compartir classe amb Nelson Mandela i Harry Schwarz. El 1949 es va casar amb Ruth First, una altra prominent militant anti-apartheid d'origen jueu, filla del tresorer del SACP Julius First. Van tenir tres filles, Shawn Slovo, Gillian Slovo i Robyn Slovo. Ruth va ser assassinada el 1982 per ordre de Craig Williamson, un major de la policia durant l'època Apartheid.

### Lluita contra l'Apartheid
Tant First com Slovo van ser catalogats de comunistes a partir de la Llei de Supressió del Comunisme (1950) i, per tant, no podien parlar en públic o participar en un acte públic a Sud-àfrica. A partir d'aquest moment es va convertir en un membre actiu del Congrés dels Demòcrates de Sud-àfrica (un aliat del Congrés Nacional Africà, com a membre del Congrés dels Aliats), i va ser un dels delegats que el juny del 1955 va participar en el Congrés del Poble, organitzat per l'ANC, els indis, els mestissos i organitzacions de blancs a Kliptown, al costat de Johannesburg, on es va redactar la Carta de la Llibertat. Va ser arrestat i detingut durant dos mesos mentre durava el Judici per Traïció del 1956. Els càrrecs contra ell van ser retirats el 1958. Més tard, va tornar a ser arrestat, aquest cop durant sis mesos, amb motiu de l'Estat d'Excepció declarat després de la Massacre de Sharpeville del 1960.
El 1961, Slovo i Abongz Mbede van emergir com dos dels principals líders de l'organització Umkhonto We Sizwe (MK), la branca militar de l'ANC, formada a partir de l'aliança entre l'ANC i el SACP. El 1963 va haver de marxar a l'exili, vivint al Regne Unit, Angola, Moçambic i Zàmbia. Com a cap de l'MK, Slovo va coorganitzar diversos atemptats, com ara la bomba a Church Street del 1983. Va ser elegit Secretari General del Partit Comunista el 1984.
Slovo va ser un dels líders teòrics tant del SACP com de l'ANC. Durant la dècada de 1970, va escriure l'influent assaig No Middle Road (No hi ha camí del centre), en el qual exposava que el govern apartheid no podia captar la creixent classe mitjana negre - en altres paraules: o es derrocava el sistema apartheid o s'augmentava la repressió.

### Retorn a Sud-àfrica
Slovo va tornar a Sud-àfrica el 1990 per participar des dels inicis a les converses entre el govern de l'ANC. Malalt, va renunciar a la secretaria general del SACP, essent succeït per Chris Hani, que aviat seria assassinat. Per aquest motiu Joe Slovo va retornar a la direcció del Partit Comunista.
El 1989 va escriure "Has Socialism Failed?" (Ha fallat el socialisme?), en el qual reconeixia les debilitats del socialisme i els excessos de l'stalinisme, mentre que al mateix temps criticava els intents de l'esquerra de distanciar-se del socialisme.
El 1992 va proposar, durant les negociacions per acabar amb el règim apartheid, que el nou govern havia d'estar format per una coalició de tots els partits durant els cinc anys següents a la celebració de les eleccions democràtiques, incloent garanties i concessions a totes les bandes.
Després de les eleccions, el 1994, Slovo va ser nomenat Ministre d'Habitatge del govern de Nelson Mandela, càrrec que va ocupar fins a la seva mort l'any següent. Slovo va morir el 1995 de càncer. El seu funeral va ser capitanejat per tot l'alt comandament de l'ANC, així com pels oficials de més alta graduació del país, inclosos Nelson Mandela i Thabo Mbeki. Va ser enterrat al Cementiri d'Avalon.
El 2004 va quedar en 47a posició en el rànquing del programa Great South Africans, a votació dels espectadors.
En ser jueu i comunista, Slovo va ser demonitzat per l'extrema dreta de la societat Afrikaner.

## Reconeixements

### Tributs cívics
Dos assentaments de Durban i Ciutat del Cap van ser anomenats Joe Slovo pels seus fundadors; així mateix, Harrow Road va ser reanomenat Joe Slovo Drive. Una residència de nova construcció de la Universitat de Rhodes, a Grahamstown, també va ser anomenada "Joe Slovo" en honor seu.

### Cinema i música
Joe Slovo apareix com a personatge en dues pel·lícules escrites per Shawn Slovo. En la premiada pel·lícula del 1988 A World Apart, se'l representa com a "Gus Roth" (interpretat per Jeroen Krabbé). És interpretat per Malcolm Purkey a la pel·lícula del 2006 Catch a Fire.
Hi ha una cançó en record seu escrita pel cantautor escocès David Heavenor a l'àlbum Private The Night Visitors, del 1993.